# Bisdom Ilhéus
Het bisdom Ilhéus (Latijn: Dioecesis Ilheosensis) is een rooms-katholiek bisdom met als zetel Ilhéus, in Brazilië. Het bisdom is suffragaan aan het aartsbisdom São Salvador da Bahia.

## Geschiedenis
Het bisdom werd opgericht op 20 oktober 1913, uit delen van het aartsbisdom São Salvador da Bahia. 

## Parochies
Het bisdom had in 2021 een oppervlakte van 11.021 km2 en telde 781.000 inwoners waarvan 71,8% rooms-katholiek was.

## Bisschoppen
- Manoel Antônio de Paiva (15 maart 1915 - 2 april 1929)
- Eduardo José Herberhold (30 januari 1931 - 24 juli 1939)
- Felipe Benito Condurú Pacheco (19 april 1941 - 7 februari 1946)
- Benedito Zorzi (3 augustus 1946 - 24 juni 1952)
- João Resende Costa (23 februari 1953 - 19 juli 1957)
- Caetano Antônio Lima dos Santos (16 april 1958 - 19 december 1969)
- Roberto Pinarello de Almeida (18 april 1970 - 14 januari 1971)
- Valfredo Bernardo Tepe (14 januari 1971 - 5 juli 1995)
- Mauro Montagnoli (20 december 1995 - 11 augustus 2021)
- Giovanni Crippa (11 augustus 2021  - heden)

São Salvador da Bahia (aartsbisdom) · Alagoinhas · Amargosa · Camaçari · Cruz das Almas · Eunápolis · Ilhéus · Itabuna · Teixeira de Freitas-Caravelas